# Stenelmis angustisulcata
Stenelmis angustisulcata is een keversoort uit de familie beekkevers (Elmidae). De wetenschappelijke naam van de soort werd in 1995 gepubliceerd door Zhang & Yang.